# 4134 Schütz
4134 Schütz este un asteroid din centura principală, descoperit pe 15 februarie 1961 de Freimut Börngen.